# Philipp Knoch

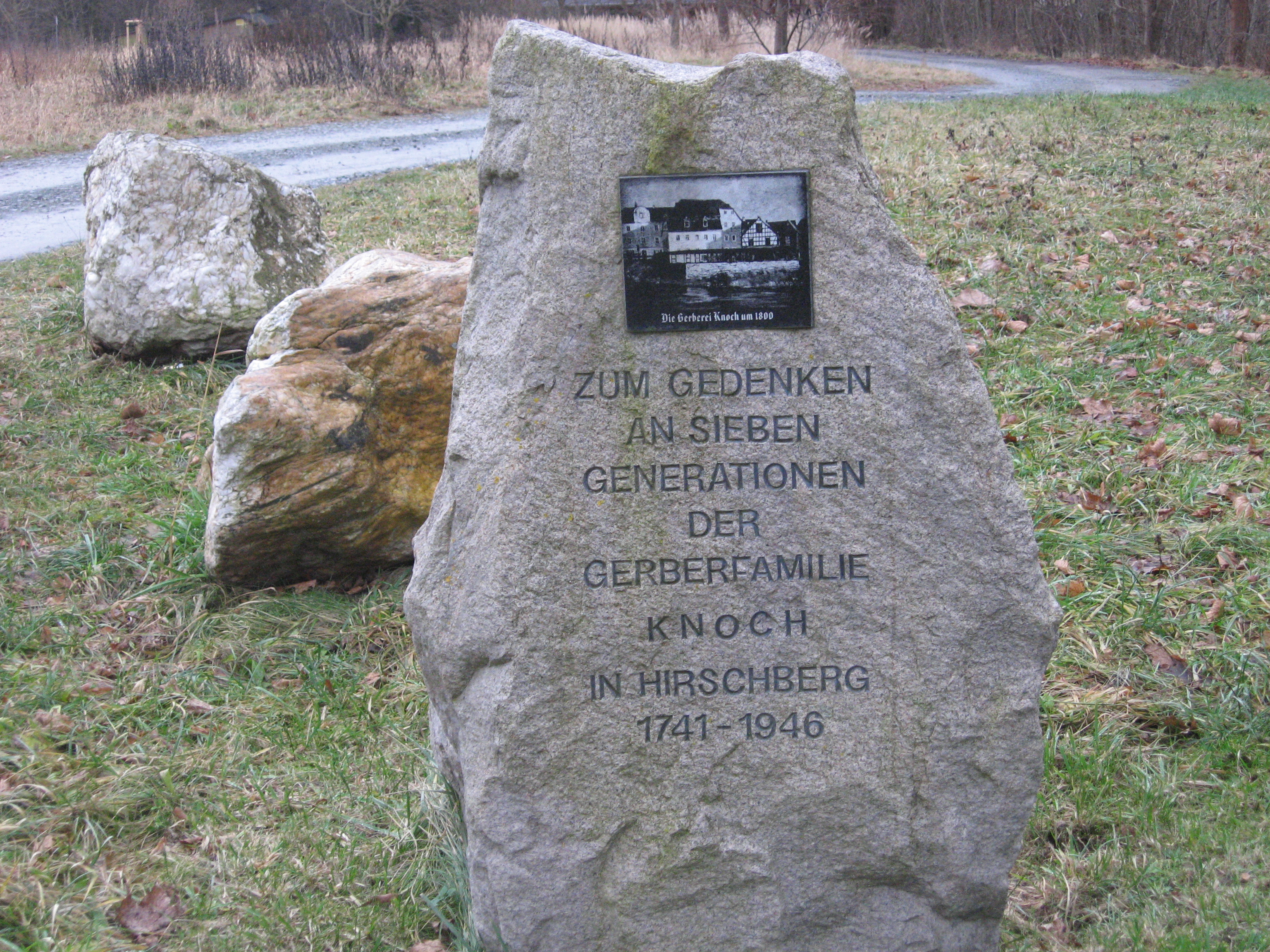
Gedenkstein für die Fabrikantendynastie Knoch beim Museum für Gerberei- und Stadtgeschichte in Hirschberg

Johann Philipp Knoch (* 19. September 1779 in Hirschberg; † 25. April 1858 in Blankenburg) war ein deutscher Fabrikant und Politiker.

## Leben
Knoch war der Sohn des Erb-, Lehn- und Gerichtsherren Johann Gottlieb Knoch auf Göritz, Blintenburg und seit 1784 auch Blankenburg und Kemlas und dessen Ehefrau Eva Christiane geborene Haller aus Hirschberg. Sein Bruder Adam Knoch wurde Abgeordneter in Schwarzburg-Rudolstadt. Er war evangelisch-lutherischer Konfession und heiratete am 30. Juni 1803 in Schilbach Susanne Christiane Müller (* 5. November 1778 in Hirschberg; † 11. Juli 1864 in Blankenburg), die Tochter des Lederhändlers und Bürgermeisters Christoph Adam Müller in Hirschberg. Aus der Ehe gingen die Söhne Gustav Knoch, Eduard Knoch und Heinrich Knoch hervor. Gottlieb Knoch war ein Neffe und Gustav Knoch ein Enkel.
Knoch war Lederfabrikant in Hirschberg. 1803 nahm er seinen Wohnsitz in Schilbach, später in Blankenburg. Er war Hauptmann beim Landsturm in Hirschberg und fürstlicher Kammer-Kommissär.
Vom 2. Oktober 1848 bis zum 17. März 1849 war er Abgeordneter im Landtag Reuß jüngerer Linie und dort vom 4. Oktober 1848 bis zum 17. März 1849 Vizepräsident.